# Vaajamaanjärvi
Vaajamaanjärvi är en sjö i kommunen Mäntyharju i landskapet Södra Savolax i Finland. Sjön ligger 83,8 meter över havet. Arean är 63 hektar och strandlinjen är 7,73 kilometer lång. Sjön  ingår i Vuoksens huvudavrinningsområde.   Den ligger omkring 47 kilometer söder om S:t Michel och omkring 180 kilometer nordöst om Helsingfors. 